# Мона Ліза, що спускається сходами
«Мона Ліза, що спускається сходами» (англ. Mona Lisa Descending a Staircase) — короткометражний мультфільм.

## Зміст
Незвичайне кіно, яке розповість історію живопису за кілька століть. Унікальність фільму в тому, що всі картини виконані за допомогою пластилінової графіки. Плеяда великих майстрів і їхніх робіт відкривається з нового боку.